# Río Olos
Der Río Olos ist der etwa 23,5 km lange rechte Quellfluss des Río Chotoque in der Provinz Lambayeque im Nordwesten von Peru.

## Flusslauf
Der Río Olos entspringt in der peruanischen Westkordillere unweit der kontinentalen Wasserscheide. Das Quellgebiet befindet sich im Norden des Distrikts Salas auf einer Höhe von etwa 1700 m. Der Río Olos fließt in überwiegend westlicher Richtung durch das Bergland. Ab Flusskilometer 13 wendet er sich nach Südwesten und verlässt bei Flusskilometer 10 das Bergland. Südlich der Ortschaft Tongorrape trifft die Quebrada Yocape von Osten kommend auf den Río Olos und erreicht bei Flusskilometer 7 die dem Gebirge vorgelagerte Küstenebene und den Distrikt Motupe. Die Quebrada Yocape trifft etwa 9 km nordnordöstlich der Stadt Motupe auf den weiter nördlich verlaufenden Río Olos und vereinigt sich mit diesem zum Río Chotoque.

## Einzugsgebiet
Der Río Olos entwässert eine Fläche von etwa 74 km². Das Areal liegt in den Distrikten Salas und Motupe im nördlichen Osten der Provinz Lambayeque. Das mittlere Einzugsgebiet des Río Olos zwischen den Flusskilometern 16 und 9 liegt innerhalb des regionalen Schutzgebietes Bosque Moyán – Palacio. Das Einzugsgebiet grenzt im Norden und im  Nordosten an das des Río Olmos, im äußersten Osten an das des Río Chiniama sowie im Süden an das der Quebrada Yocape.